# Résonance séculaire
Une résonance séculaire est un type de résonance orbitale entre deux corps ayant des fréquences de précession synchronisées. En mécanique céleste, le terme séculaire fait référence à l'évolution à long terme d'un système et résonance lorsque deux périodes ou fréquences sont dans un rapport simple de petits entiers. Typiquement, les précessions synchronisées en résonances séculaires se produisent entre les vitesses de changement des arguments des périastres ou entre les vitesses de changement des longitudes des nœuds ascendants de deux corps. Les résonances séculaires peuvent être utilisées pour étudier l'évolution orbitale à long terme des astéroïdes et de leurs familles au sein de la ceinture d'astéroïdes (voir la résonance ν6 ci-dessous).  

## Description
Un résonance séculaire se produit lorsque la précession de deux orbites est synchronisée (précession du périhélie de fréquence g, ou du nœud ascendant de fréquence s, ou les deux). Un petit objet (tel qu'un petit corps du Système solaire) en résonance séculaire avec un objet beaucoup plus gros (par exemple une planète) précessera avec la même vitesse que le gros objet. Sur une période de temps relativement courte (de l'ordre d'un million d'années) une résonance séculaire changera l'excentricité et l'inclinaison de l'orbite du petit corps.
On peut distinguer les :
- résonances séculaires linéaires entre un petit corps (sans indice) et un unique autre grand corps perturbateur (par exemple une planète, indicée par son numéro d'ordre par rapport au Soleil), telle que la résonance séculaire ν6 = g − g6 entre les astéroïdes et Saturne ;
- résonances séculaires non linéaires, qui sont des résonances d'ordre supérieur, habituellement des combinaisons de résonances linéaires telles que les résonances z1 = (g − g6) + (s − s6) ou ν6 + ν5 = 2g − g6 − g5[2].

### Résonanceν6
Un exemple important de résonance linéaire est la résonance séculaire ν6 entre les astéroïdes et Saturne. Les astéroïdes qui s'en rapprochent ont leur excentricité orbitale qui augmente lentement jusqu'à ce qu'ils deviennent aréocroiseurs, et à ce stade ils sont habituellement éjectés de la ceinture d'astéroïdes lors d'un rapprochement serré avec Mars. Cette résonance forme les limites interne et "latérale" de la ceinture d'astéroïdes autour de 2 AU, avec des inclinaisons d'environ 20°.